# Vřesová studánka

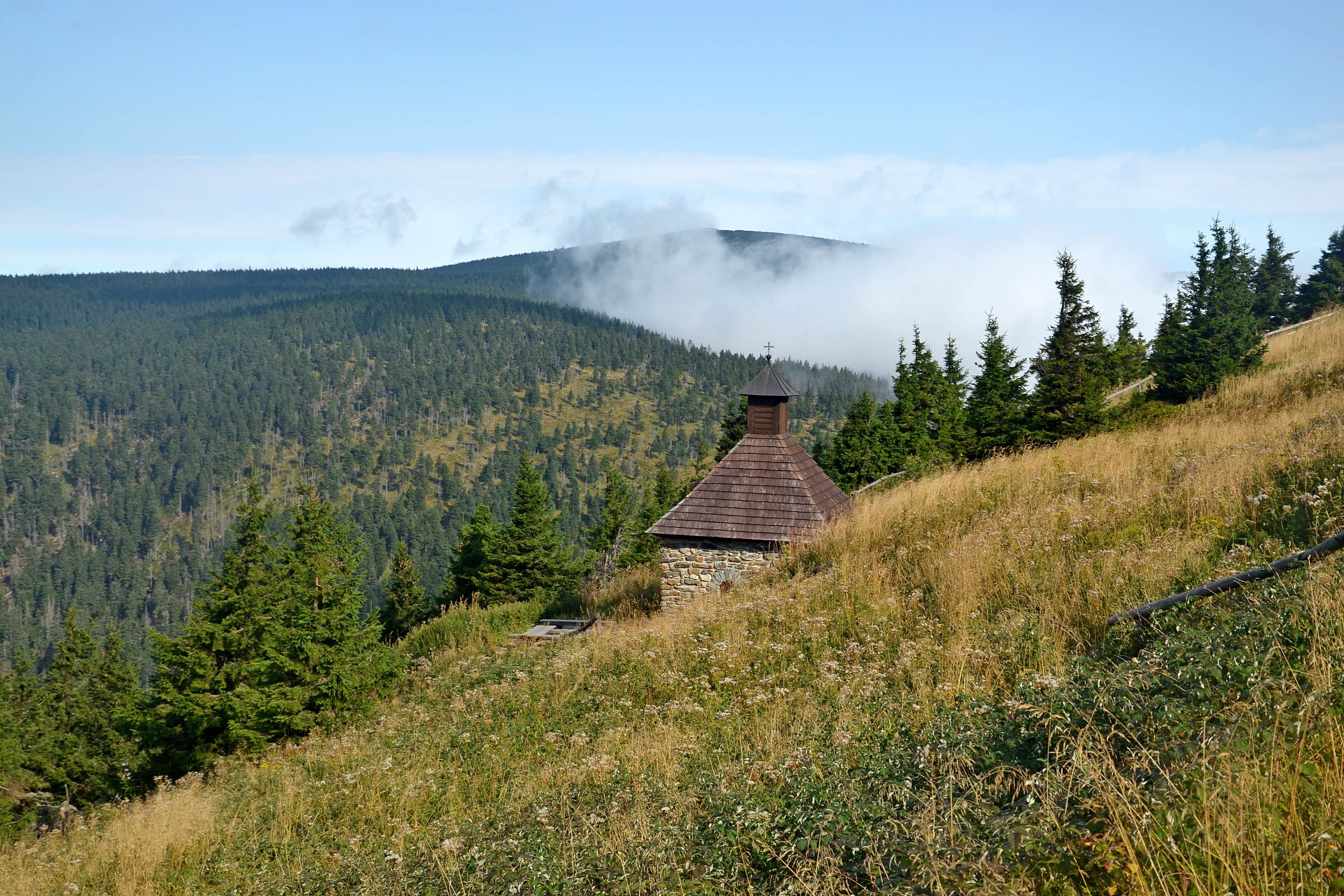
Vřesová studánka

Vřesová studánka (dt. Heidebrünnel oder Heidebrünnl) ist eine Quelle am Roten Berg im Altvatergebirge (Tschechien). Sie liegt auf dem Gebiet der Gemeinde Loučná nad Desnou im Olomoucký kraj.

## Geschichte
In der zweiten Hälfte des 17. Jahrhunderts wurde dort eine Kapelle gebaut, die später abbrannte. Zwischen 1844 und 1850 wurde eine Kirche errichtet, die jedoch 1946 ebenfalls einem Feuer zum Opfer fiel. Einziges erhaltenes Bauwerk ist der Brunnen, der 1927 überdacht wurde.